# Вашингтон (округ, Огайо)
39°28′ пн. ш. 81°29′ зх. д. / 39.46° пн. ш. 81.49° зх. д.
О́круг Ва́шингтон (англ. Washington County) — округ (графство) у штаті  Огайо, США. Ідентифікатор округу 39167.

## Історія
Округ утворений 1788 року.

## Демографія
За даними перепису 
2000 року 
загальне населення округу становило 63251 осіб, зокрема міського населення було 22279, а сільського — 40972.
Серед мешканців округу чоловіків було 30750, а жінок — 32501. В окрузі було 25137 домогосподарств, 17683 родин, які мешкали в 27760 будинках.
Середній розмір родини становив 2,93.
Віковий розподіл населення поданий у таблиці:
| Стать    | До 15 років | 15-21 | 22-29 | 30-39 | 40-49 | 50-65 | 65-85 | Понад 85 |
| -------- | ----------- | ----- | ----- | ----- | ----- | ----- | ----- | -------- |
| Чоловіки | 6276        | 3264  | 2667  | 4168  | 5077  | 5373  | 3632  | 293      |
| Жінки    | 5883        | 3054  | 2855  | 4382  | 5175  | 5614  | 4737  | 801      |

## Суміжні округи
- Нобл — північ
- Монро — північний схід
- Тайлер, Західна Вірджинія — схід
- Плезантс, Західна Вірджинія — південний схід
- Вуд, Західна Вірджинія — південь
- Афіни — південний захід
- Морган — північний захід

## Виноски
1. ↑  Ohio County Profiles: Washington County. Ohio Department of Development. Архів оригіналу (PDF) за 13 липня 2013. Процитовано 28 квітня 2007.
2. ↑  U.S. Decennial Census. United States Census Bureau. Архів оригіналу за 26 квітня 2015. Процитовано 11 лютого 2015.
3. ↑  Historical Census Browser. University of Virginia Library. Архів оригіналу за 11 серпня 2012. Процитовано 11 лютого 2015.
4. ↑  Forstall, Richard L., ред. (27 березня 1995). Population of Counties by Decennial Census: 1900 to 1990. United States Census Bureau. Архів оригіналу за 14 лютого 2015. Процитовано 11 лютого 2015.
5. ↑  Census 2000 PHC-T-4. Ranking Tables for Counties: 1990 and 2000 (PDF). United States Census Bureau. 2 квітня 2001. Архів оригіналу (PDF) за 18 грудня 2014. Процитовано 11 лютого 2015.
6. ↑  State & County QuickFacts. United States Census Bureau. Архів оригіналу за 22 липня 2011. Процитовано 11 лютого 2015.(англ.) Наведено за англійською вікіпедією.
7. ↑  American FactFinder. Бюро перепису населення США. Архів оригіналу за 26 лютого 2012. Процитовано 31 січня 2008.

| США | Це незавершена стаття з географії США. Ви можете допомогти проєкту, виправивши або дописавши її. |